# Aerotrain
Aerotrain是位于马来西亚吉隆坡国际机场（KLIA）的旅客捷運系統（APM）。它与吉隆坡国际机场一起在1998年开始使用。
系统由两个站组成，一个在主航站楼，另一个在卫星大楼。 该系统是两个航站楼之间唯一的旅客捷運系統。

## 基本信息
Aerotrain是完全自动化和无人驾驶的。通常，两个列车之间有两列列车。系统采用西班牙式站台，当列车到达月台时，出口将首先打开，以便乘客下车，之后另一侧的入口门将打开。
部分列车轨道进入地下穿过跑道。主航站楼和卫星航站楼A之间的车程约需2.5分钟。
Aerotrain的维护时间为每天10:00至12:00和每天00:00至每天05:00。在此期间，只有一列列车将运行运行，另一列将进行维护工作和安全检查。在维护期间，列车的频率从每2.5分钟减少到每5分钟一次。

## 车型
车辆由Adtranz（由庞巴迪运输公司收购）制造。 它包括3辆Innovia APM 100列车，每列有3辆编组（最初是2辆车），其中每辆车的容量为249人。
2011年3月15日，新的列车被添加到称为3号列车的车队中。当列车1或列车2计划进行大修计划时，新列车将用于弥补Aerotrain系统的不足。 由于列车1和列车2已经使用了13年，因此大修计划是必要的。

## 事故
2017年12月25日，其中一列列车在两个航站楼之间发生故障并脱轨。

## 图片集

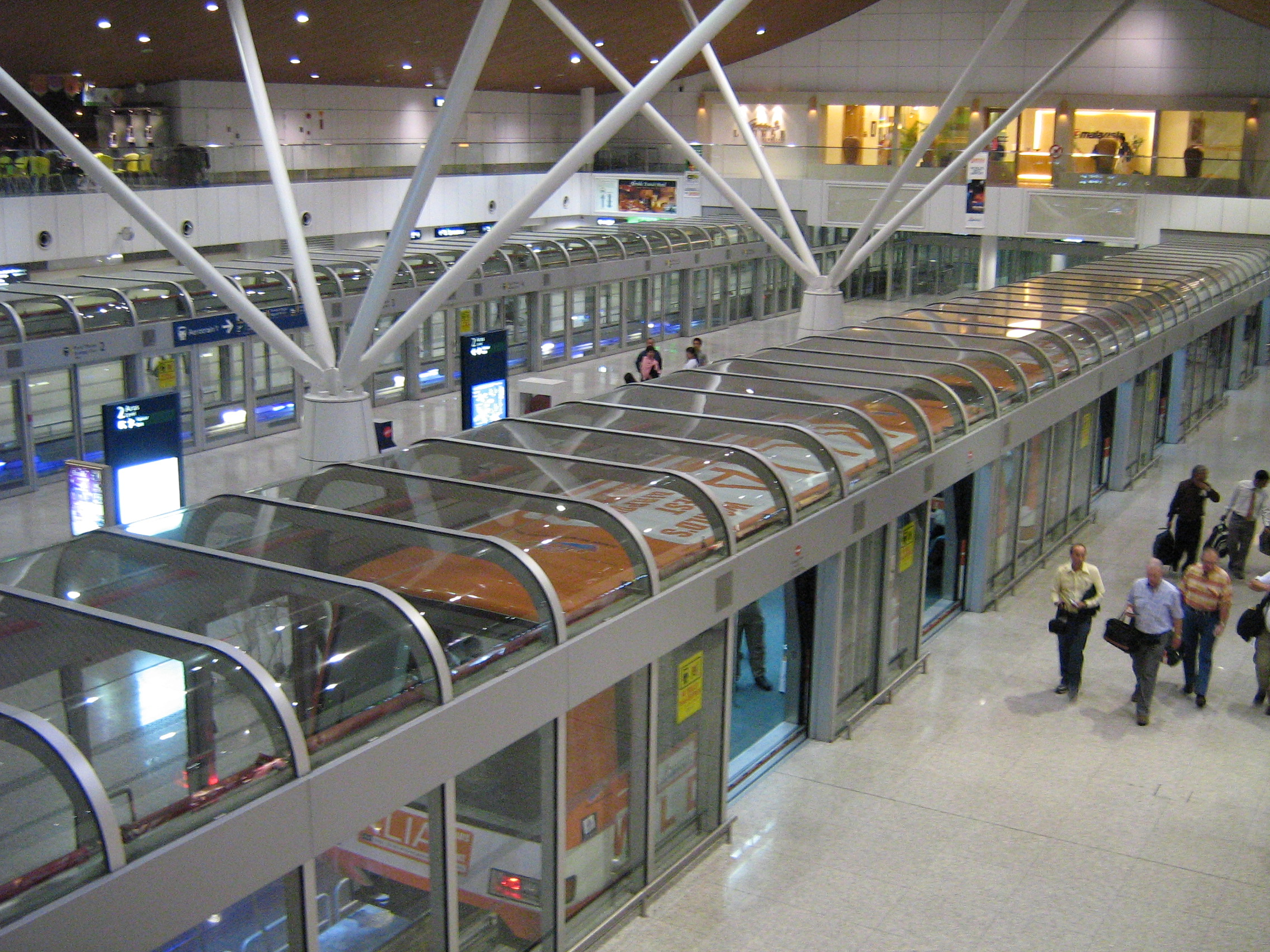
吉隆坡国际机场的 Aerotrain 车站在A航站楼
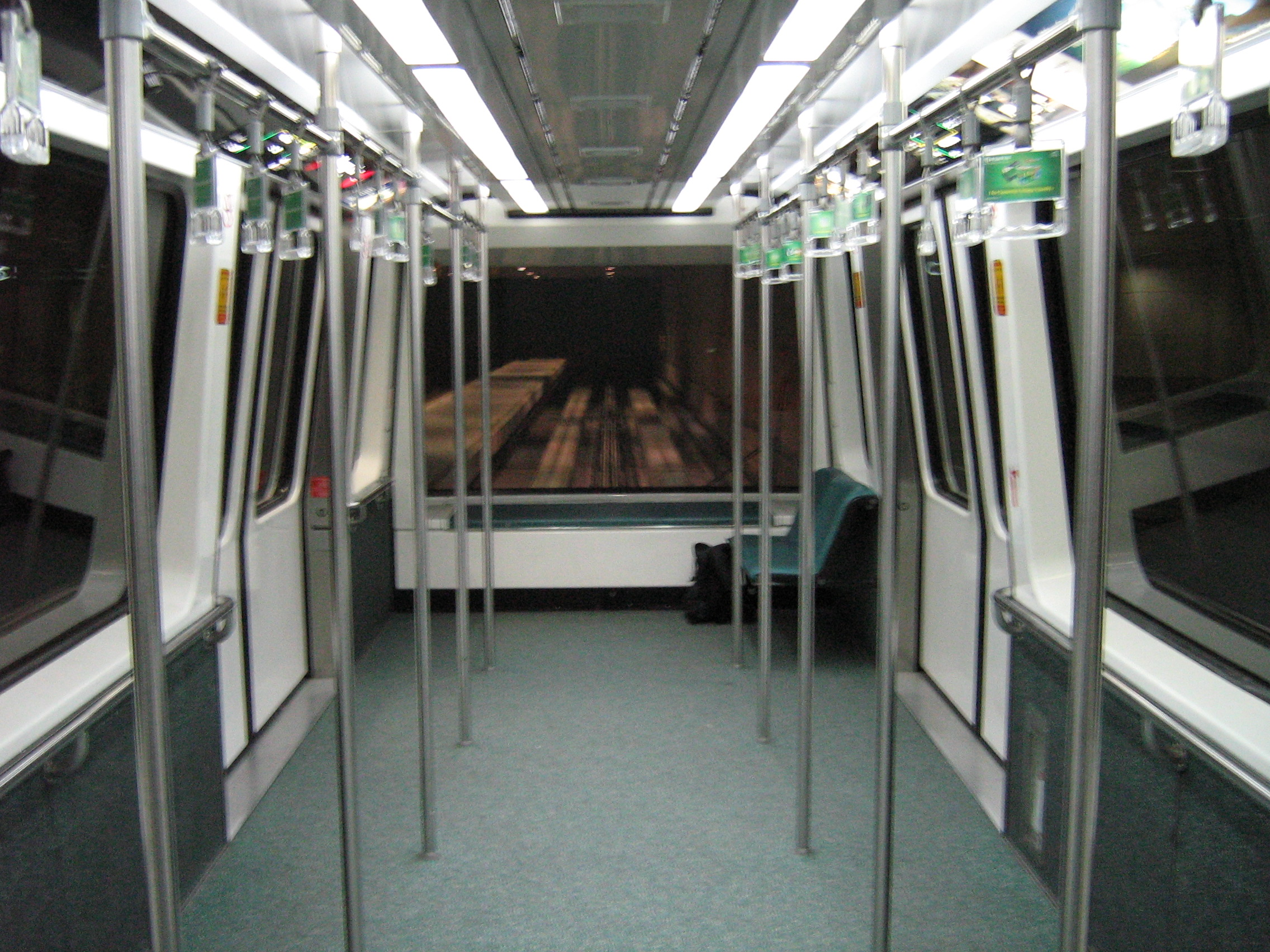
列车内部
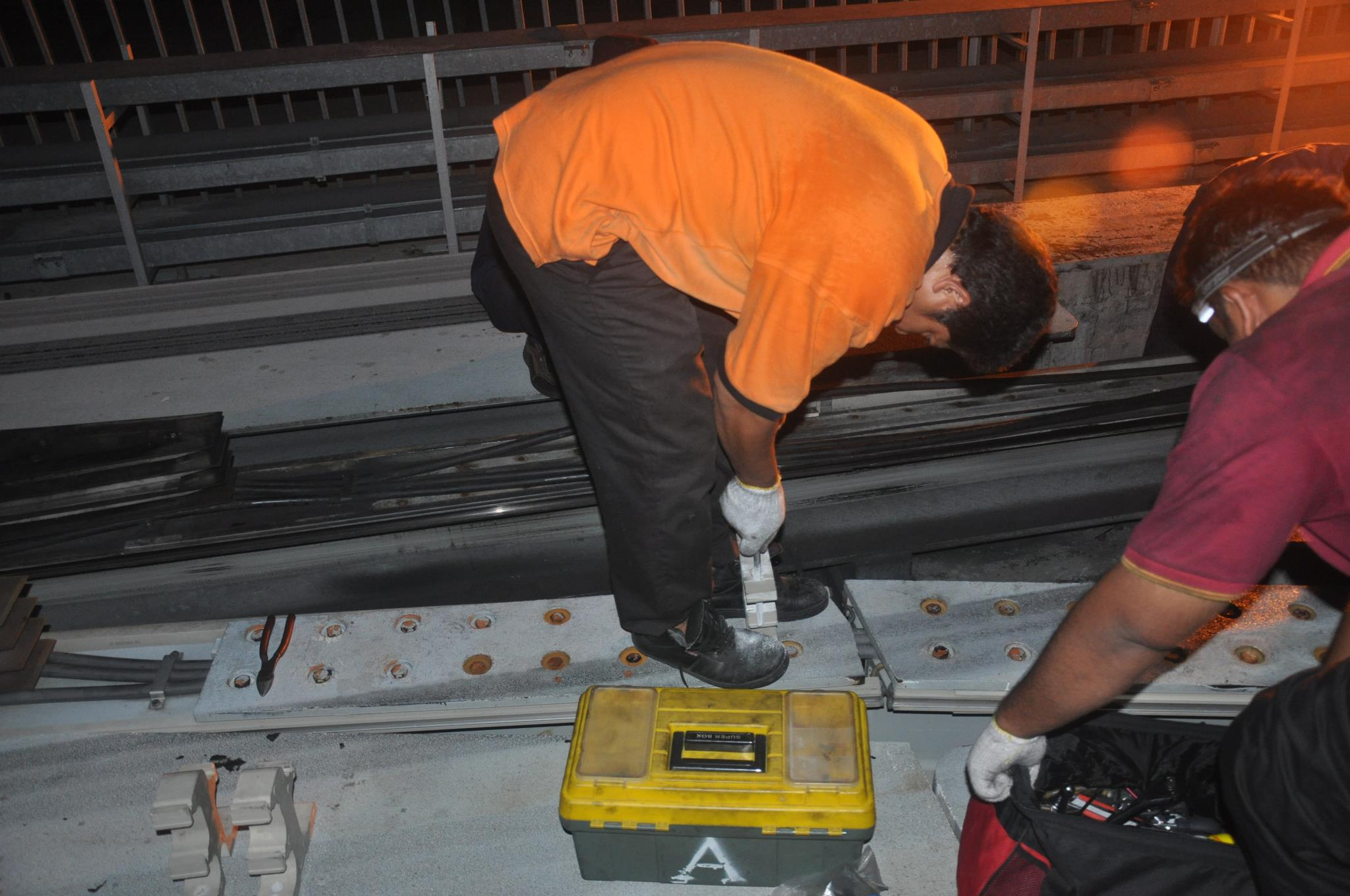
路边轨道维护